# KFC Mol
Dernière mise à jour : 3 août 2017.
Le Koninklijke Football Club Mol est un club de football belge, basé dans la ville de Mol, au nord du pays. Le club est fondé en 1926 et porte le matricule 852. Il évolue en troisième provinciale lors de la saison 2017-2018. Il a néanmoins joué auparavant 20 saisons dans les séries nationales, dont 2 au deuxième niveau.

## Histoire
Le club est fondé en 1926 sous le nom de Mol Sport. Il s'affilie la même année à l'Union belge de football qui lui attribue le matricule 852 et le verse dans les séries régionales anversoises. Deux autres clubs jouent déjà dans la commune de Mol : Wezel Sport (matricule 844) et De Roode Band (pas encore affilié à l'URBSFA). Le club s'installe sur un terrain situé sur la Turnhoutsebaan, et choisit de jouer en rouge et jaune, les couleurs de la ville. En 1929, le club déménage vers un autre terrain sur la Kapellestraat, et lance ensuite des équipes de jeunes au déclenchement de la Seconde Guerre mondiale.
En 1945, juste après la fin de la guerre, Mol Sport rejoint pour la première fois les séries nationales. Le club est versé dans la même série que son rival Wezel Sport, qui avait rejoint les nationales durant les années 1930, jouant même une saison en Division 1, à l'époque deuxième niveau national. Les joueurs de Mol remportent le titre dans leur série dès leur première saison, et montent à leur tour en Division 1. Ils parviennent à se maintenir lors de la saison 1946-1947, mais ils ne peuvent éviter la relégation la saison suivante, terminant à l'avant-dernière place. 
Mol Sport joue au troisième niveau national jusqu'au terme de la saison 1952-1953. Cette saison-là, le club termine dernier de sa série, et est relégué en Promotion, le quatrième niveau national créé à l'aube de la saison. Il se retrouve à nouveau dans la même série que Wezel Sport, relégué un an plus tôt. Leur séjour en Promotion est de courte durée. Mol Sport remporte le titre dans sa série en 1955 et remonte en Division 3 après deux saisons. Le club s'y maintient deux ans, puis termine dernier en 1957 et retourne en Promotion.
Mol Sport preste encore huit saisons à ce niveau, mais en 1965, ils terminent le championnat à la dernière place dans sa série et est renvoyé vers les séries provinciales, qu'il n'a plus quitté depuis. Jusqu'en 1976, le club joue en première provinciale, mais ensuite, il redescend dans la hiérarchie, allant même jusqu'à tomber trois fois en quatrième provinciale, le plus bas niveau du football belge. En 1993, le club fusionne avec Heisport Mol, et prend son nom actuel, KFC Mol. En 2009, le club parvient à revenir en deuxième provinciale en 2009, mais subit ensuite deux relégations consécutives qui le renvoient en dernière provinciale, où il évolue en 2012-2013.
Depuis la fusion en 2002 entre le KSV Mol et Wezel Sport pour former le KFC Racing Mol-Wezel, lui-même partiellement absorbé (son matricule est préservé en continue avec des équipes d'âge avant de relancer une équipe « A ») par Lommel United en 2010, le KFC Mol est le plus ancien club de la ville encore en activité. Ses rivaux en provinciales sont désormais des clubs plus jeunes, comme le KFC Ezaart Sport Mol ou le KVV Rauw Sport Mol.

### Palmarès
- 1 fois champion de Belgique de Division 3 en 1946.
- 1 fois champion de Belgique de Promotion en 1955.

## Résultats en séries nationales
Statistiques mises à jour le 21 juin 2013

### Bilan
| Niv | Divisions     | Jouées | Titres | TM Up | TM Down |
| --- | ------------- | ------ | ------ | ----- | ------- |
| I   | 1re nationale | 0      | 0      |       |         |
| II  | 2e nationale  | 2      | 0      |       |         |
| III | 3e nationale  | 8      | 1      |       |         |
| IV  | 4e nationale  | 10     | 1      |       |         |
| V   | 5e nationale  | 0      | 0      |       |         |
|     |               |        |        |       |         |
|     | TOTAUX        | 20     | 2      | 0     | 0       |

- TM Up : test-match pour départager des égalités, ou toutes formes de Barrages ou de Tour final pour une montée éventuelle.
- TM Down : test-match pour départager des égalités, ou toutes formes de Barrages ou de Tour final pour le maintien.

### Classements saison par saison
| Ordre               | Saison  | Nom du club   | Niveau                  | Classement final | Remarques          |
| ------------------- | ------- | ------------- | ----------------------- | ---------------- | ------------------ |
| 1                   | 1945-46 | FC Mol Sport  | Promotion (D3) série B  | 1er/19           | Champion et promu! |
| 2                   | 1946-47 | FC Mol Sport  | Division 1 (D2) série A | 12e/17           |                    |
| 3                   | 1947-48 | FC Mol Sport  | Division 1 (D2) série B | 15e/16           | Relégué!           |
| 4                   | 1948-49 | FC Mol Sport  | Promotion (D3) série C  | 9e/16            |                    |
| 5                   | 1949-50 | FC Mol Sport  | Promotion (D3) série D  | 5e/16            |                    |
| 6                   | 1950-51 | FC Mol Sport  | Promotion (D3) série A  | 12e/16           |                    |
| 7                   | 1951-52 | KFC Mol Sport | Promotion (D3) série D  | 4e/16            |                    |
| 8                   | 1952-53 | KFC Mol Sport | Division 3 série A      | 16e/16           | Relégué!           |
| 9                   | 1953-54 | KFC Mol Sport | Promotion série B       | 7e/16            |                    |
| 10                  | 1954-55 | KFC Mol Sport | Promotion série A       | 1er/16           | Champion et promu! |
| 11                  | 1955-56 | KFC Mol Sport | Division 3 série B      | 6e/16            |                    |
| 12                  | 1956-57 | KFC Mol Sport | Division 3 série A      | 16e/16           | Relégué!           |
| 13                  | 1957-58 | KFC Mol Sport | Promotion série C       | 11e/16           |                    |
| 14                  | 1958-59 | KFC Mol Sport | Promotion série C       | 4e/16            |                    |
| 15                  | 1959-60 | KFC Mol Sport | Promotion série B       | 6e/16            |                    |
| 16                  | 1960-61 | KFC Mol Sport | Promotion série C       | 4e/16            |                    |
| 17                  | 1961-62 | KFC Mol Sport | Promotion série D       | 4e/16            |                    |
| 18                  | 1962-63 | KFC Mol Sport | Promotion série C       | 4e/16            |                    |
| 19                  | 1963-64 | KFC Mol Sport | Promotion série C       | 7e/16            |                    |
| 20                  | 1964-65 | KFC Mol Sport | Promotion série C       | 15e/16           | Relégué!           |
| séries provinciales |         |               |                         |                  |                    |